# Zdenka Vučković
Zdenka Vučković, född den 20 juni 1942 i Zagreb, död den 7 mars 2020, var en kroatisk popsångerska. Hon hade sin storhetstid i Jugoslavien på 1960-talet.
Zdenka Vučković började sjunga från tidig ålder och fick musikalisk utbildning, bl.a. i dragspel. Från åtta års ålder deltog hon i flera talangtävlingar i sång. Hon gjorde sitt första stora framträdande på Zagrebs varieté 1957 och fick sitt genombrott året därpå genom sitt uppträdande på Opatijafestivalen, vars musiktävling hon vann. Hon framförde där låtarna Mala Djevojčića och Kućica u cvijeću, som var duetter med den populäre sångaren Ivo Robić. 1962 vann hon första pris på Zagrebfestivalen med låten Zagreb, Zagreb.
Vučković deltog flera gånger i den jugoslaviska uttagningen till Eurovision Song Contest. Hon deltog första gången 1962 med bidraget Ti si moj zavičaj. Hon deltog igen 1966 med bidraget Rezervirano za ljubav och 1967 framförde hon tillsammans med Ivica Šerfezi bidraget Malen je svijet och kom på 3:e plats. Hon återkom till tävlingen 1973 med bidraget Pusti me da odem, men lyckades inte kvalificera sig vidare till final. 1974 framförde hon bidraget Danas živim s njim men tog sig inte heller denna gång till final.
Från 1971 var hon gift med kompositören Krešimir Oblak.